# Thysanoprymna hampsoni
Thysanoprymna hampsoni là một loài bướm đêm thuộc phân họ Arctiinae, họ Erebidae.